# باورنکردنی
باورنکردنی یک سریال کوتاه تلویزیونی درام آمریکایی است که در آن تونی کولت، مریت ویور و کیتلین دیور بازی می‌کنند و در مورد یک سری تجاوز در واشینگتن و کلرادو است که براساس گزارش‌های کریستین میلر و کن آرمسترانگ است که ابتدا توسط ProPublica و پروژه مارشال منتشر شده‌است. این سریال توسط سوزانا گرانت، ایتل والدمن و مایکل چابون با همکاری گرانت ، مایکل چابون، سارا تیمبرمن، کارل بورلی و کتی کوریک به عنوان تهیه‌کننده تهیه شد و در تاریخ ۱۳ سپتامبر ۲۰۱۹ در نت‌فلیکس منتشر شد.

## بازیگران و شخصیت‌ها

### اصلی
- تونی کولت به عنوان دیت گریس راسموسن، کارآگاه اداره پلیس وستمینستر، کلرادو.[۴]
- مریت ویور به عنوان کارن دووال، کارآگاه اداره پلیس گلدن، کلرادو
- کیتلین دیور به عنوان ماری آدلر[۵]

### مکرر
- کای لنوکس به عنوان استیو راسموسن، همسر گریس که در دفتر دادستان کل در وست مینستر، کلرادو تحقیق می‌کند
- دیل دیکی به عنوان رز ماری
- پاتریشیا فائوا به عنوان بکا
- چارلی مک‌درموت به عنوان تی
- آستین هبرت به عنوان مکس دووال، همسر کارن که یک افسر پلیس در اداره پلیس وست مینستر است
- هندریکس یانسی به عنوان دیزی
- اوبری فولر به عنوان روزی
- عمر ماسکاتی به عنوان الیاس، تحلیلگر داده در اداره پلیس وست مینستر
- الیزابت مارول به عنوان جودیت
- بریجت اورت به عنوان کالین
- برنت سکستون به عنوان آل، همسر کالین و پدر سابق ماری
- لیزا لاپیرا به عنوان میا
- اریک لانگه به عنوان دیت پارکر، کارآگاه اداره پلیس لیننود در لین وود، واشینگتن که به پرونده ماری منصوب شده‌است
- بیل فیجرباک به عنوان پرویت، یکی از کارآگاهان پلیس
- ونسا بل کالووی به عنوان سارا
- دانیل مک دونالد به عنوان امبر
- آنالیلی اشفورد به عنوان لیلی
- اسکات لارنس به عنوان نماینده ویژه اف‌بی‌آی بیلی تاگگارت
- شین پل مک گی در نقش کانر، دوست پسر سابق ماری است